# خاندان نیوا
خاندان نیوا (به ژاپنی: 丹羽氏 Niwa-shi) یکی از خاندان‌های سامورایی ژاپنی است.